# モンティーリオ・モンフェッラート
モンティーリオ・モンフェッラート（伊: Montiglio Monferrato）は、イタリア共和国ピエモンテ州アスティ県にある、人口約1,700人の基礎自治体（コムーネ）。

## 地理

### 位置・広がり

#### 隣接コムーネ
隣接するコムーネは以下の通り。括弧内のALはアレッサンドリア県所属を示す。
- コッコナート
- クーニコ
- ムリゼンゴ (AL)
- ピオヴァ・マッサーイア
- ロベッラ
- モンテキアーロ・ダスティ
- トンコ
- ヴィッラ・サン・セコンド
- ヴィッラデアーティ (AL)

#### 地震分類
イタリアの地震リスク階級 (it) では、4 に分類される
。

## 行政

### 分離集落
モンティーリオ・モンフェッラートには、以下の分離集落（フラツィオーネ）がある。
- Albarengo, Banengo, Carboneri, Castelcebro, Colcavagno, Cortanieto, Corziagno, Remorfengo, Rinco, Rocca, Scandeluzza, Stazione Ferroviaria, Stura, Sant'Anna, San Giorgio